# Síndrome d'Allgrove
La síndrome de Triple-A, síndrome AAA o síndrome d'Allgrove, és un trastorn congènit autosòmic recessiu rar. En la majoria dels casos, no hi ha antecedents familiars. La síndrome va ser identificada per Jeremy Allgrove i col·legues per primera vegada el 1978. La síndrome implica acalàsia, addisonianisme (insuficiència suprarenal de tipus primari) i alacrímia (insuficiència de les llàgrimes). L'alacrímia sol ser la manifestació més primerenca. Es tracta d'un trastorn progressiu que pot trigar anys a desenvolupar-se per complet.